# Anomalon acevedoi
Anomalon acevedoi là một loài tò vò trong họ Ichneumonidae.